# Mataruge (pleme)
Mataruge su izumrlo predslavensko pleme s prostora današnje Crne Gore nastanjeno na području Korjenića i Grahova (Stara Hercegovina) za koje se smatra da potječu od Španja, naroda nepoznatog podrijetla, moguće ilirskog.

## Etimologija
O nastanku mataruškog imena još se vode diskusije i nije sigurno kako je ono nastalo. Po jednoj je teoriji naziv "Matarug" nastao od osobnog imena rodonačelnika istog plemena, što se može vidjeti i po primjeru nekih drugih predslavenskih plemena. Jedino narodno tumačenje zabilježeno je u Polimlju u sedamdesetih godina 20. stoljeća, i prema njemu ime Mataruga potiče od matare — metalna čutura za tečnost putnika, putnička kožna torba, tj. Mataruge bi bili oni koji su nosili mataru, pa su se po tome i nazvali. Prema K. Jirečeku riječ potječe od srednjovjekovno-latinskog matare, mjesto mactacre, odnosno od albanskog mat a u značenju glagola mjeriti. P. Skok je tumači na osnovu latinskog mataris sa slavenskom izvedenicom na — uga, a s osnovnom pojmovnom odrednicom — koplje, ili točnije, keltsko koplje kratko za bacanje (matara). Iz toga je M. Šufflay izveo da su „davno izumrli Mataruge prozvani tako zacijelo po svojim kopljima“. U Rječniku hrvatskog ili srpskoga jezika JAZU objašnjeno je da „ako ova riječ nije uzeta iz kojega tuđeg jezika, može se misliti da je izvedena od osnove pridjeva mator (star), pa da je o između "t" i "r" prešlo u "a", da bi se izjednačilo s vokalom prvog sloga“.
Druga grupa objašnjenja imena Mataruge više je usmjerena ka utvrđivanju podrijetla Mataruga kao ljudske grupe. Tako je Ć. Truhelka smatrao da je riječ ilirska i da označava dug put, dugu ulicu, tj. da se naziv Mataruge odnosio na neko ilirsko stanovništvo koje je živjelo pored velikih rimskih puteva ili je te puteve čuvalo. V. Ćorović je indirektno povezao Mataruge s poznatom albanskom vlastelinskom obitelji Matarango koja je posjedovala u XIII. i XIV. st. krajeve između rijeka Shkumbin i Devola, provinciju Slanica i u unutrašnjosti zemlje do antičke Apolonije. Posebnoj kategoriji pripada tumačenje J. Erdeljanovića, koji je pretpostavljao da je ime Mataruga bilo „po svoj prilici nadimak srodan ili istovjetan s talijanskim matterugio, matterugiolo, a u smislu „glupak, luđak, budala“. U svakom slučaju ništa od navedenog nije u potpunosti dokazano.

## Podrijetlo
Zbog folklorne građe i toponima smatra se da su Mataruge na prostor Stare Hercegovine došli iz doline rijeke Zete, što se poklapa s narodnom predajom da oni potječu od starijeg plemena Španja koji su upravo tamo bili nastanjeni. Mataruge su se kao pleme formirali u dolini rijeke Zete i onda iz nerazjašnjenih razloga odselili u Staru Hercegovinu preko Onogošta (Nikšića), kako svjedoče toponimi, negdje u 13. stoljeću. Sasvim je sigurno da su oni neslavenskog podrijetla i da su govorili jezikom nepoznatom pridošlim Slavenima - moguće ilirskim.

## Povijest
Naziv "Matarug" se prvi put spominje 1318. u dubrovačkim spisima kao svojevrsno prezime. Kasnije se spominje u više navrata u tom obliku kao i u obliku naziva katuna npr. "del catono de Mataruga" (1339), de catuno Mataruge (1379) itd.
Središte starih Mataruga je bila stara župa Vrm (Korjenići), po nekim izvorima selo Moštanica. Po narodnim predajama Mataruga je bilo "kao na gori lista" (bili su brojni), ali su znanstvena istraživanja pokazala da je ta brojnost bila samo prividna zbog njihove ratobornosti. Narodne predaje također svjedoče da su se Mataruge loše odnosili prema pridošlim Slavenima i da ih nisu poštovali, te da su često s njima ratovali. Najpoznatija je po tome pitanju bitka kod Nevesinja koja je ostala pamćena samo u narodnim predajama, a odvila se najvjerojatnije u 13. stoljeću. U toj su se bitci Mataruge sukobili s plemenom Novljanima, koji su selili prema jugu. U bitci je umro mataruški "kralj" Sumor te su oni doživjeli težak poraz. Nakon poraza se jedan dio plemena vratio u svoj kraj, a drugi se povukao prema Foči, grupirao oko rijeke Tare i formirao u novo pleme Kriče. Mataruge su se nakon nekog vremena ponovo iz nerazjašnjenih razloga iselili u razne krajeve, čemu svjedoče i narodne predaje i zapisi u dubrovačkom i kotorskom arhivu. Dan danas je u Banjanima ostala izreka "otišo' u Mataruge" za nekog tko je nestao. Mataruge se tako sele u Pljevlja, Prijepolje, sjeverozapadnu Bosnu itd. Godine 1477. u turskom defteru kao dio vijaleta Hercegovina spominje se nahija Mataruge koja se dijelila na tri katuna. U pitanju su Mataruge iz Pljevlja. Kasnije je pleme kao takvo prestalo postojati, te je na neki način izumrlo, ali i danas postoje brojna bratstva koja su od njih potekla.

## Popis Mataruga u 14. st
U dubrovačkim i kotorskim arhivskim knjigama ubilježeno je 35 osobnih imena i 23 patronimska prezimena Mataruga s izričitom oznakom da je o njima riječ. U pitanju su sljedeća imena:
Bilko (Bilcho) Nikojević 1389.
Otac: Nikoje
Bijeloje (Bielloe) Bogdanović 1389.
Otac: Bogdan
Bogavče (Bogauez) Desimirić 1368.
Otac: Desimir
Božica (Bosiza), žena Dobroslava drvosječe,stanovnik Kotora 1397.
Budoš (Budos) Mirković 1389.
Otac: Mirko
Vitoje (Vitoe) Kostadinić 1389.
Otac: Kostadin
Vladislav (Vladisau) Kučmanić 1389.
Otac: Kučma
Vladoje (Vladoe) Matarug 1318.
Vukota (Vucota) Stajhović 1389.
Otac: Stajko
Gojislav (Goyslauus) Mataruga 1365.
Gojša (Goisa) Mataruga 1368.
Dimitar (Dymiter) Rusinović 1398.
Otac: Rusin
Dobrašin (Dobrasin) Gojšić 1389.
Otac: Gojša
Dobračina (Dobraoina) Milčić 1389.
Otac: Milča
Dobroslav (Dobroslauo) Motorugić, drvodelja, 1397. stanovnik Kotora
Domuša (Domussa), kći Radice Mataruge, 1397. stanovnik Kotora
Junak (Junach) Matarug Junak Bogojević. 
Otac: Bogoje 1389. 1389. 1389. 1389. 1376, 1398. 1389. 1389. 1389. 1389. 1389. 1389. 1389.
Krajislav (Crayslauu.=) Stroislavić 
Otac: Stroislav
Kudelin (Cudelinus) Mataruga 20 Makar (Machar) Radmilić
Otac: Radmil
Milat (Millat) Kunaljević 
Otac: Kunalj
Milša (Milsa) Gojstišović 
Otac: Gojstiš
Mihajlo (Michael) Radmilić 
Otac: Radmil
24 Novak (Novach) Rusinović 
Otac: Rusin
Obrad (Obrad) Radmilić 
Otac: Radmil
Petko (Petcho) Tvrdojević 
Otac: Tvrdoje
Radica (Radiza), majka Domuše
Radman (Radman) Milošević
Otac: Miloš
Radmil (Radrnil) Vukomirović 
Otac: Vukomir
Radovče (Radoues) Borsinić 
Otac: Borsina
Radoslav (Radoslauus) Bogutović 
Otac: Bogut
Radoslav (Radoslauus) Dobrilović 
Otac: Dobril
Ratko (Ratchus) Borišić 
Otac: Boršpa
Staver (Stauer) Mirojević Otac: 
Miroje
Usko (Ussacho) Radmilović 
Otac: Radmil

## Toponimi
- selo Mataruge na poluotoku Pelješcu;

- brdo Motoruga kod Slanog u Dubrovačkom Primorju;

- zemljište i selo Mataruge u Piperima, u predjelu Stijene, nešto južnije od Spuža, a pored rijeke Zete;

- selo Mataruge, polje Mataruge, u općini Pljevlja; selo Mataruge, Mataruški potok (Mataruška rijeka) u općini Prijepolje;

- selo Mataruge i Mataruška Banja u općini Kraljevo;

- Mataruge(Matarusko Brdo,naziv koji obuhvata 6 sela, s lijeve obale rijeke Sane, Zecovi,Čarakovo, Hambarine, Rakovčani, Rizvanovići i Bisćani) kod Prijedora;

- Matarugin Han — ime kraja u selu Misoča u Visočkoj Nahiji.

- U drugu grupu toponima, uz koja postoje pričanja o Matarugama kao nekadašnjim stanovnicima, dolazili bi:

- Mataruge — naziv „strane više Zaslaba“ na teritoriji starih Riđana (Korjenići);

- Mataruški Do pod brdom Obljaj u zapadnom dijelu Banjana;

- Mataruška njiva u selu Velimlju u Banjanima;

- Matarugin Do u selu Podvrši u Rudinama;

- Matarugina Sniježnica u Petrovijem Dolovima u Goliji;

- u Pivskoj Planini (istočni dio Pive) nalazi se toponim Mataruge za katun sjeverno od Todorova Dola, više Pišća, kao i šuma nazvana Mataruge.

- Mataruški do i njiva u sjeverozapadnoj Bosni.

## Naslijeđe
Danas postoji prezime Matarug u tom i sličnim oblicima diljem svijeta. Osim na prostorima gdje se danas nalaze toponimi vezani uz Mataruge potomci toga plemena su i Parežani tj. bratstva Miškovići i Kokotovići iz Petrovića u jugozapadnim Banjanima i svi njihovi srodnici.

## Vidjeti još
- Španji
- Kriči